# Эз-Зарка (Египет)
Эз-Зарка (араб. الزرقا‎) — город на севере Египта, расположенный на территории мухафазы Думьят.

## Географическое положение
Город находится в юго-западной части мухафазы, на правом берегу Дамьеттского рукава дельты Нила, на расстоянии приблизительно 26 километров к юго-западу от Думьята, административного центра провинции. Абсолютная высота — 6 метров над уровнем моря.

## Демография
По данным переписи 2006 года численность населения Эз-Зарки составляла 17 837 человек.
Динамика численности населения города по годам:
| 1996   | 2006   | 2018   |
| ------ | ------ | ------ |
| 14 717 | 17 837 | 25 534 |

## Транспорт
Ближайший гражданский аэропорт расположен в городе Порт-Саид.